# Esperando nada
 (novembre 2023).
Si vous disposez d'ouvrages ou d'articles de référence ou si vous connaissez des sites web de qualité traitant du thème abordé ici, merci de compléter l'article en donnant les références utiles à sa vérifiabilité et en les liant à la section « Notes et références ».
Albums de Nicole
Tal vez me estoy enamorando
(1989) Sueños en tránsito
(1997)
Esperando nada, est le deuxième album studio de la chanteuse chilienneNicole. Enregistré le 1994, il est sorti novembre 1994.

## Pistes (auteurs et producteurs)
1. Mundo perdido 4:17
Claudio Quiñones
2. Dame luz* 5:00
Claudio Quiñones
3. Esperando nada* 4:14
Antonio Vega
4. Sin gamulán* 3:45
Andrés Calamaro
5. Territorios 3:54
Tito Dávila
6. Va a llover 4:38
Claudio Quiñones
7. Extraño ser* 3:42
Miguel Zavaleta
8. Sigo buscándote* 5:02
Claudio Quiñones
9. Sólo el mar* 4:48
Francis Amat/Alfredo Mesa
10. Cuando yo me transforme 2:16
Litto Nebbia/Juan Carlos Ingáramo
11. Tres pies al gato 4:17
Sergio Castillo/Pancho Varona/Gloria Varona
12. Con este sol 3:25
Nicole/Claudio Quiñones

* Titres sortis en single